# Carnegie Medal
The Carnegie Medal in Literature är en brittisk utmärkelse som tilldelas den bästa boken skriven för barn och unga vuxna läsare. Boken måste vara skriven på engelska och utgiven i Storbritannien och Nordirland året innan. Utmärkelsen inrättades 1936.

## Lista över vinnare
Sedan 2007 anges året då priset delades ut (tidigare angavs publiceringsåret, priset delades ut året efter.)
- 1936 Arthur Ransome, Guld i berget
- 1937 Eve Garnett, Barnen i återvändsgränd
- 1938 Noel Streatfeild, Cirkusen kommer
- 1939 Eleanor Doorly, Marie Curie radiumkvinnan
- 1940 Kitty Barne, Visitors from London (ej på sv,)
- 1941 Mary Treadgold, Sista båten har gått, senare utgåva som Ponnyklubbens hemlighet
- 1942 'B.B.' (D.J. Watkins-Pitchford), The Little Grey Men (ej på sv.)
- 1943 ej utdelat
- 1944 Eric Linklater, Det blåser på månen
- 1945 ej utdelat
- 1946 Elizabeth Goudge, Den lilla vita hästen
- 1947 Walter de la Mare, Collected Stories for Children (ej på sv.)
- 1948 Richard Armstrong, Sea Change (ej på sv.)
- 1949 Agnes Allen, The Story of Your Home (ej på sv.)
- 1950 Elfrida Vipont Foulds, The Lark on the Wing (ej på sv.)
- 1951 Cynthia Harnett, The Woolpack (ej på sv.)
- 1952 Mary Norton, Pojken och lånarna
- 1953 Edward Osmond, A Valley Grows Up (ej på sv.)
- 1954 Ronald Welch (Felton Ronald Oliver), Korsriddare
- 1955 Eleanor Farjeon, Glasfågeln : sagor och berättelser
- 1956 C.S. Lewis, Den sista striden
- 1957 William Mayne, Skattsökarna i Vendale
- 1958 Philippa Pearce, Mysteriet vid midnatt
- 1959 Rosemary Sutcliff, Lyktbärarna
- 1960 Dr I.W. Cornwall, The Making of Man (ej på sv.)
- 1961 Lucy M. Boston, A Stranger at Green Knowe (ej på sv.)
- 1962 Pauline Clarke, The Twelve and the Genii (ej på sv.)
- 1963 Hester Burton, Meg, bokhandlarens dotter
- 1964 Sheena Porter, Lägret på Nordy Bank
- 1965 Philip Turner, Den försvunna statyn
- 1966 ej utdelat
- 1967 Alan Garner, De tre fördömda
- 1968 Rosemary Harris, Innan alla kom ombord
- 1969 K.M. Peyton, Flickan från Flambards
- 1970 Leon Garfield & Edward Blishen, illustrerad av Charles Keeping, Guden under havsytan
- 1971 Ivan Southall, Josh
- 1972 Richard Adams, Den långa flykten
- 1973 Penelope Lively, Vålnaden
- 1974 Mollie Hunter, The Stronghold (ej på sv.)
- 1975 Robert Westall, Kulsprutan
- 1976 Jan Mark, Till dånet från jaktplan
- 1977 Gene Kemp, I snurrigaste laget
- 1978 David Rees, The Exeter Blitz (ej på sv.)
- 1979 Peter Dickinson, Tulku
- 1980 Peter Dickinson, Guldstaden och andra berättelser ur Gamla Testamentet
- 1981 Robert Westall, Fågelskrämmorna
- 1982 Margaret Mahy, Gengångaren
- 1983 Jan Mark, Erica blir Eroica
- 1984 Margaret Mahy, Förvandlingen : en övernaturlig romans
- 1985 Kevin Crossley-Holland, Storm (ej på sv.)
- 1986 Berlie Doherty, Bilden av Danny
- 1987 Susan Price, The Ghost Drum (ej på sv.)
- 1988 Geraldine McCaughrean, Inte ett sant ord
- 1989 Anne Fine, Goggle-eyes (ej på sv.)
- 1990 Gillian Cross, Varg
- 1991 Berlie Doherty, Kära Ingen
- 1992 Anne Fine, Flour Babies (ej på sv.)
- 1993 Robert Swindells, Kallt som i graven
- 1994 Theresa Breslin, Whispers in the Graveyard (ej på sv.)
- 1995 Philip Pullman, Guldkompassen
- 1996 Melvin Burgess, Påtänd
- 1997 Tim Bowler, Flodpojken
- 1998 David Almond, Han hette Skellig
- 1999 Aidan Chambers, Vykort från ingenmansland
- 2000 Beverley Naidoo, På andra sidan sanningen
- 2001 Sir Terry Pratchett, Den Makalöse Maurice och hans Kultiverade Gnagare
- 2002 Sharon Creech, Ruby Holler (ej på sv.)
- 2003 Jennifer Donnelly, A Gathering Light (ej på sv.)
- 2004 Frank Cottrell Boyce, Miljoner
- 2005 Mal Peet, Tamar (ej på sv.)
- 2007 Meg Rosoff, Justin Case
- 2008 Philip Reeve, Here Lies Arthur (ej på sv.)
- 2009 Siobhan Dowd, Bog Child (ej på sv.)
- 2010 Neil Gaiman, Kyrkogårdsboken
- 2011 Patrick Ness, De brinnande knivarna
- 2013 Sally Gardner, En planet i mitt huvud
- 2014 Kevin Brooks, The Bunker Diary (ej på sv.)
- 2015 Tanya Landman, Buffalo Soldier (ej på sv.)
- 2016 Sarah Crossan, Vi är en
- 2017 Ruta Sepetys, Tårar i havet